# Bombreit (Opole)
Bombreit es un pueblo ubicado en el distrito administrativo de Gmina Prudnik, dentro del Condado de Prudnik, Voivodato de Opole, en el sur de Polonia occidental, cercano a la frontera checa. Se encuentra aproximadamente a 5 kilómetros al noroeste de Prudnik y a 43 kilómetros al suroeste de la capital regional Opole.
Antes de 1945, el área fue parte de Alemania.
Según Meyers Gazetteer, 8 personas vivieron en Bombreit. Actualmente el pueblo está inhabitado.